# ليندا وليمز (أستاذة جامعية)
ليندا وليمز (بالإنجليزية: Linda Williams)‏ (و. 1946  م) هي أستاذة جامعية، وعالمة أمريكية، ولدت في الولايات المتحدة.

## جوائز
حصلت على جوائز منها:

زمالة غوغنهايم